# MTV Europe Music Award al miglior artista portoghese
L'MTV Europe Music Award al miglior artista portoghese (MTV Europe Music Award for Best Portuguese Act) è uno dei premi dell'MTV Europe Music Award, che viene assegnato dal 2003.

## Albo d'oro

### Anni 2000
| Anno | Vincitore          | Nominati                                                         |
| ---- | ------------------ | ---------------------------------------------------------------- |
| 2003 | Blind Zero         | - Blasted Mechanism - David Fonseca - Fonzie - Primitive Reason  |
| 2004 | Da Weasel          | - Clã - Gomo - Mesa - Toranja                                    |
| 2005 | The Gift           | - Blasted Mechanism - Boss AC - Da Weasel - Humanos              |
| 2006 | Moonspell          | - Boss AC - Expensive Soul - David Fonseca - Mind Da Gap         |
| 2007 | Da Weasel          | - Blasted Mechanism - Buraka Som Sistema - Fonzie - Sam The Kid  |
| 2008 | Buraka Som Sistema | - Rita Redshoes - Sam The Kid - Slimmy - The Vicious Five        |
| 2009 | Xutos e Pontapés   | - Buraka Som Sistema - David Fonseca - Os Pontos Negros - X-Wife |

### Anni 2010
| Anno | Vincitore       | Nominati                                                        |
| ---- | --------------- | --------------------------------------------------------------- |
| 2010 | Nu Soul Family  | - Deolinda - Diabo na Cruz - Legendary Tiger Man - Orelha Negra |
| 2011 | Aurea           | - Amor Electro - Diego Miranda - Expensive Soul - The Gift      |
| 2012 | Aurea           | - Amor Electro - Klepht - Monica Ferraz - Os Azeitonas          |
| 2013 | Filipe Pinto    | - Monica Ferraz - Os Azeitonas - Richie Campbell - The Gift     |
| 2014 | David Carreira  | - Amor Electro - Diego Miranda - HMB - Richie Campbell          |
| 2015 | Agir            | - Carlão - Carolina Deslandes - D.A.M.A - Richie Campbell       |
| 2016 | David Carreira  | - Carlão - HMB - D.A.M.A - Aurea                                |
| 2017 | DJ Overule      | - David Carreira - HMB - Miguel Araújo - Virgul                 |
| 2018 | Diogo Piçarra   | - Blaya - Bárbara Bandeira - Bispo - Carolina Deslandes         |
| 2019 | Fernando Daniel | - David Carreira - Plutónio - ProfJam - TAY                     |

### Anni 2020
| Anno | Vincitore        | Nominati                                                     |
| ---- | ---------------- | ------------------------------------------------------------ |
| 2020 | Fernando Daniel  | - Bárbara Bandeira - Diogo Piçarra - Bispo - Dino D'Santiago |
| 2021 | Diogo Piçarra    | - Bárbara Tinoco - Nenny - Plutónio - Wet Bed Gang           |
| 2022 | Bárbara Bandeira | - Ivandro - Julinho KSD - Syro - T-Rex                       |
| 2023 | Bispo            | - Bárbara Tinoco - Carolina Deslandes - Marisa Liz - Piruka  |
| 2024 | Bárbara Bandeira | - Bárbara Tinoco - Dillaz - Ivandro - Slow J                 |